# ملعب جورج كابويل
ملعب جورج كابويل (بالإسبانية:Estadio George Capwell) هو ملعب متعدد الاستخدام في غواياكيل، إكوادور. تبلغ سعة الملعب 24,019. بني الملعب عام 1943 وقد تم افتتاحه يوم 21 أكتوبر 1945. يستخدم الملعب حالياً لمباريات كرة القدم وهو الملعب الرئيسي لنادي إيميلك.